# Željko Ražnatović
Zeljko Raznatovic (Brežice, 17 de abril de 1952 – Belgrado, 15 de janeiro de 2000) também conhecido como Arkan, nome adotado de um de muitos de seus passaportes falsos - foi um criminoso de guerra sérvio, cujas ações incluíam importação de petróleo para seu país (embargado pela ONU devido à guerra que desintegrou a Iugoslávia, no início dos anos 90). Sua tropa paramilitar, a Guarda Voluntária Sérvia, foi responsabilizada por diversos crimes de guerra na Croácia e na Bósnia e Herzegovina, matando cerca de 3 mil civis.
Foi dirigente do clube de futebol Crvena Zvezda (Estrela Vermelha), comandando a divisão de sócios do clube. Em maio de 1990, envolveu-se num incidente em Zagreb (Croácia), quando o Estrela Vermelha enfrentou o Dinamo Zagreb. Num jogo marcado pela violência indiscriminada entre torcedores sérvios e croatas, ele teria incitado os primeiros a agredir os segundos, que por sua vez provocaram por diversas vezes os torcedores do Estrela Vermelha, que estando em minoria no estádio, apenas queriam assistir à partida em paz e segurança. Posteriormente adquiriu o FK Obilić, que se tornou campeão iugoslavo na temporada 1997/98.
Também ganhou notoriedade por seu excêntrico casamento com a bela Svetlana "Ceca" Velickovic, cantora popular na Sérvia. Com o fim dos conflitos, Arkan dedicou-se à política, chegando inclusive a ser opositor de Slobodan Milosevic, o que o forçou a refugiar-se em Montenegro - sem deixar de lado, no entanto, as atividades lucrativas que lhe trouxeram fortuna. Como todo criminoso de guerra, Arkan possuía muitos inimigos, era também racista, promovendo uma limpeza étnica na Bósnia e Herzegovina. Foi morto a 15 de janeiro de 2000, na frente de um de seus hotéis em Belgrado, por um homem encapuzado.